# Dilsinho (álbum)
Dilsinho é o álbum de estreia do cantor brasileiro Dilsinho. Lançado em 4 de fevereiro de 2014 pela Universal Music, o álbum contou com a produção de Bruno Cardoso e Lelê. "Já Que Você Não Me Quer Mais" (regravação de Seu Cuca), "A Vingança" e "Dá Pra Saber" (com participação especial do cantor Mumuzinho) foram lançadas como singles para promoção do disco.

## Antecedentes
Dilsinho iniciou sua carreira musical compondo e se apresentando em bares e restaurantes em Ilha do Governador, Rio de Janeiro. O artistas compôs músicas para Alexandre Pires ("Maluca, Pirada"), Thiaguinho ("Na Beira do Prato") e Sorriso Maroto ("Aí que Eu Gosto e Vou pra Cima" e "Pra Você Escutar"). Sobre as composições das faixas, ele comentou:
| “ | "É um CD basicamente autoral. Das outras duas, uma é do Munir e Douglas Lacerda, e a outra é a "Já Que Você Não Me Quer Mais", regravação da música do compositor James Lima. Ela surgiu em mim por acaso, levei para uma reunião com o Bruno e com o Lelê e eles aprovaram. A faixa era do estilo pop rock e deu muito certo em pagode." | ” |

O artista comentou sobre lançar uma canção não autoral como single: "Por ser compositor, não me prendo às minhas criações". E também sobre a temática do disco: "Gosto de colocar sentimento nas músicas, buscando a ousadia e a originalidade sonoras".

## Singles
Seu primeiro single de trabalho, "Já Que Você Não Me Quer Mais", foi lançado em 12 de fevereiro de 2014. A faixa apareceu entre as 10 músicas mais tocadas do país, e segundo a gravadora, chegou a ter mais de 20 mil downloads no iTunes apenas em uma semana. O videoclipe desta canção foi lançado oficialmente no YouTube no dia 12 de Fevereiro de 2014.
"A Vingança" foi lançada como segundo single do disco em 13 de junho de 2014. No dia 16 de julho de 2014, o vídeo musical da canção foi gravado. O clipe (que conta com a participação da atriz Juliana Paiva) foi gravado numa mansão no bairro do Itanhangá, no Rio de Janeiro. Nele, o vídeo narra o desfecho da relação de um jovem casal, protagonizado por Dilsinho e Juliana. Durante o processo de separação, ele sai de casa e deixa para a namorada um registro em DVD de sua curtição pela noite.
"Se Prepara" foi lançada como seu terceiro single em 4 de dezembro de 2014, juntamente com seu videoclipe.
"Dá Pra Saber", com participação do cantor Mumuzinho, que teve seu videoclipe lançado em 26 de junho de 2014, foi lançada como quarto e último single do disco em 8 de abril de 2015.

## Lista de faixas
| Dilsinho       |                                  |                                        |         |  |
| N.º            | Título                           | Compositor(es)                         | Duração |  |
| 1.             | "A Vingança"                     | Douglas Lacerda Matheus Santos         | 3:11    |  |
| 2.             | "Já Que Você Não Me Quer Mais"   | - Matheus Santos                       | 2:50    |  |
| 3.             | "Minha Tara"                     | Dilsinho Lincoln De Lima               | 2:43    |  |
| 4.             | "Se Prepara"                     | Matheus Santos                         | 3:24    |  |
| 5.             | "Me Arrependi"                   | Dilsinho Bruno Cardoso                 | 3:04    |  |
| 6.             | "Dá Pra Saber (part. Mumuzinho)" | Dilsinho                               | 3:07    |  |
| 7.             | "Sou de Apaixonar"               | Dilsinho                               | 2:46    |  |
| 8.             | "Hoje Só Vai dar Eu e Você"      | Dilsinho Lincoln De Lima Felipe Loschi | 3:23    |  |
| 9.             | "Pra Você Rebolar"               | Dilsinho                               | 3:12    |  |
| 10.            | "Vem Que Tem"                    | Dilsinho                               | 2:25    |  |
| 11.            | "Maluca Pirada"                  | Dilsinho Lincoln De Lima Marcio Andre  | 2:34    |  |
| Duração total: | Duração total:                   | Duração total:                         | 32:39   |  |